# Uniola paniculata
Uniola paniculata är en gräsart som beskrevs av Carl von Linné. Uniola paniculata ingår i släktet Uniola och familjen gräs. Inga underarter finns listade i Catalogue of Life.

## Bildgalleri

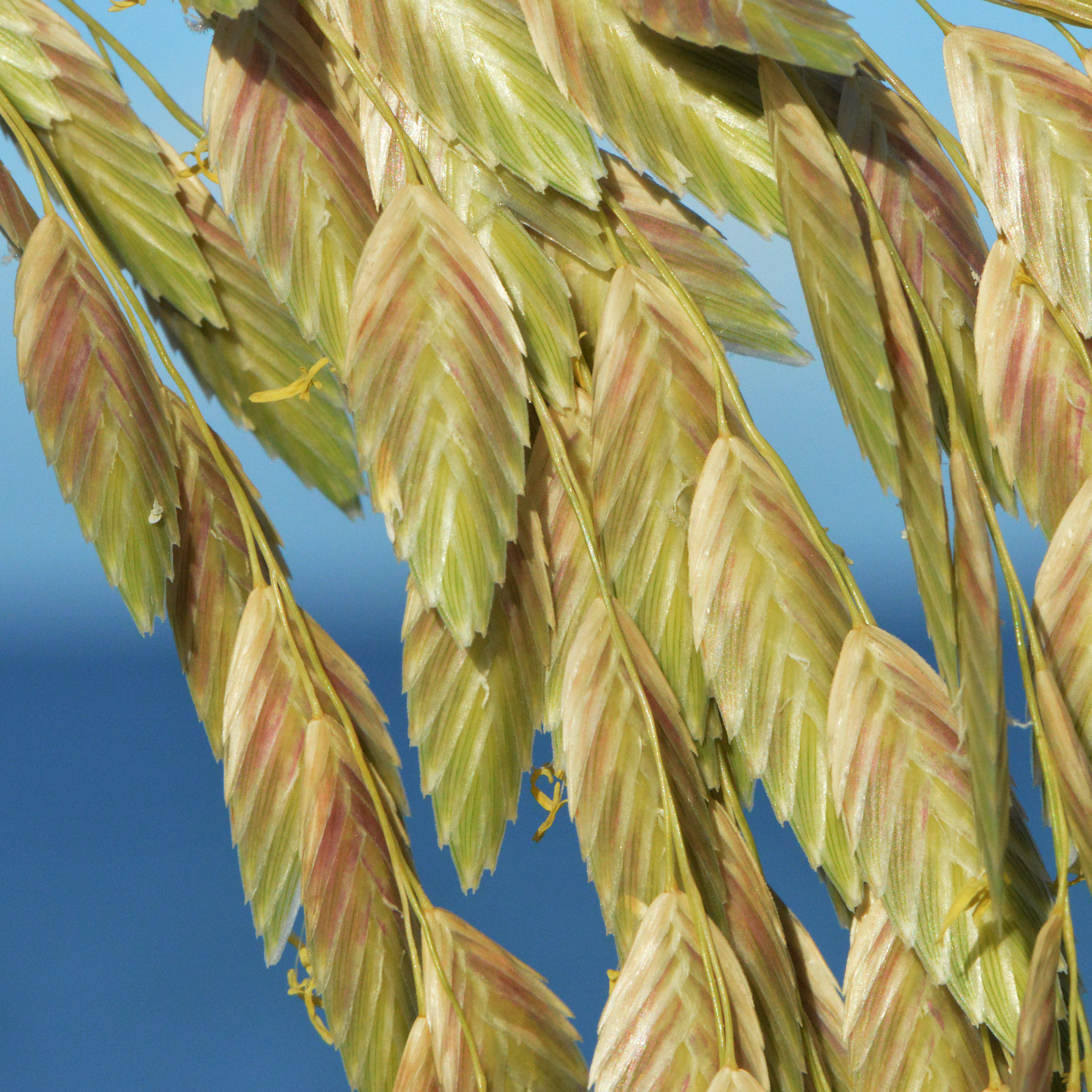
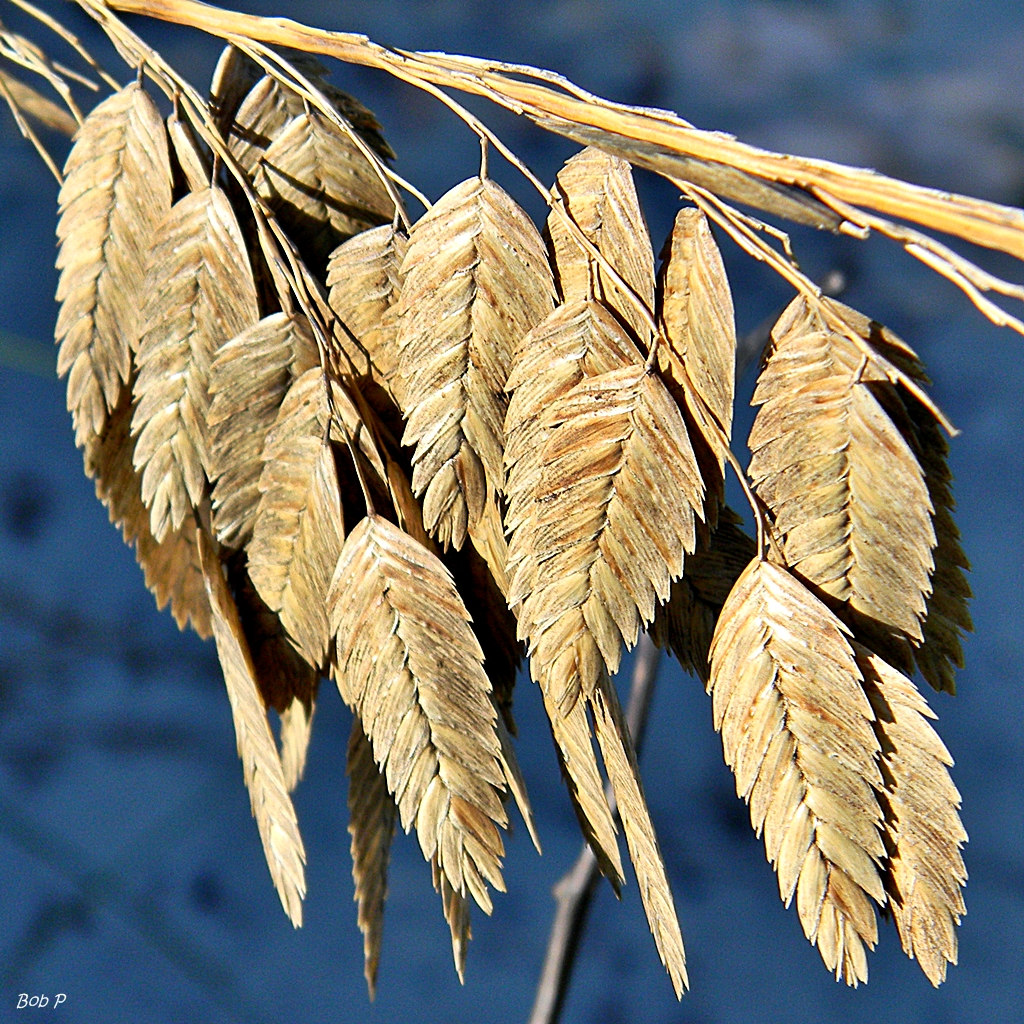
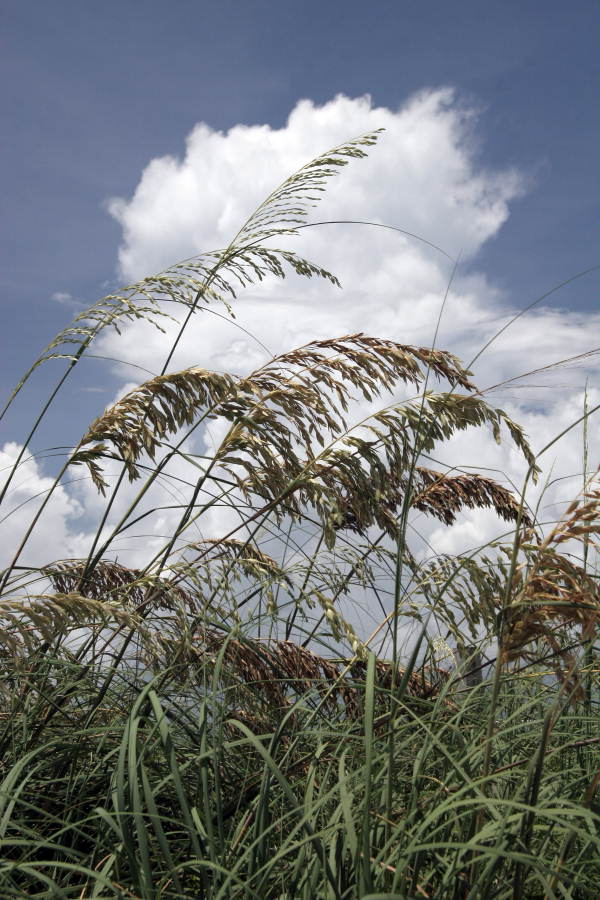
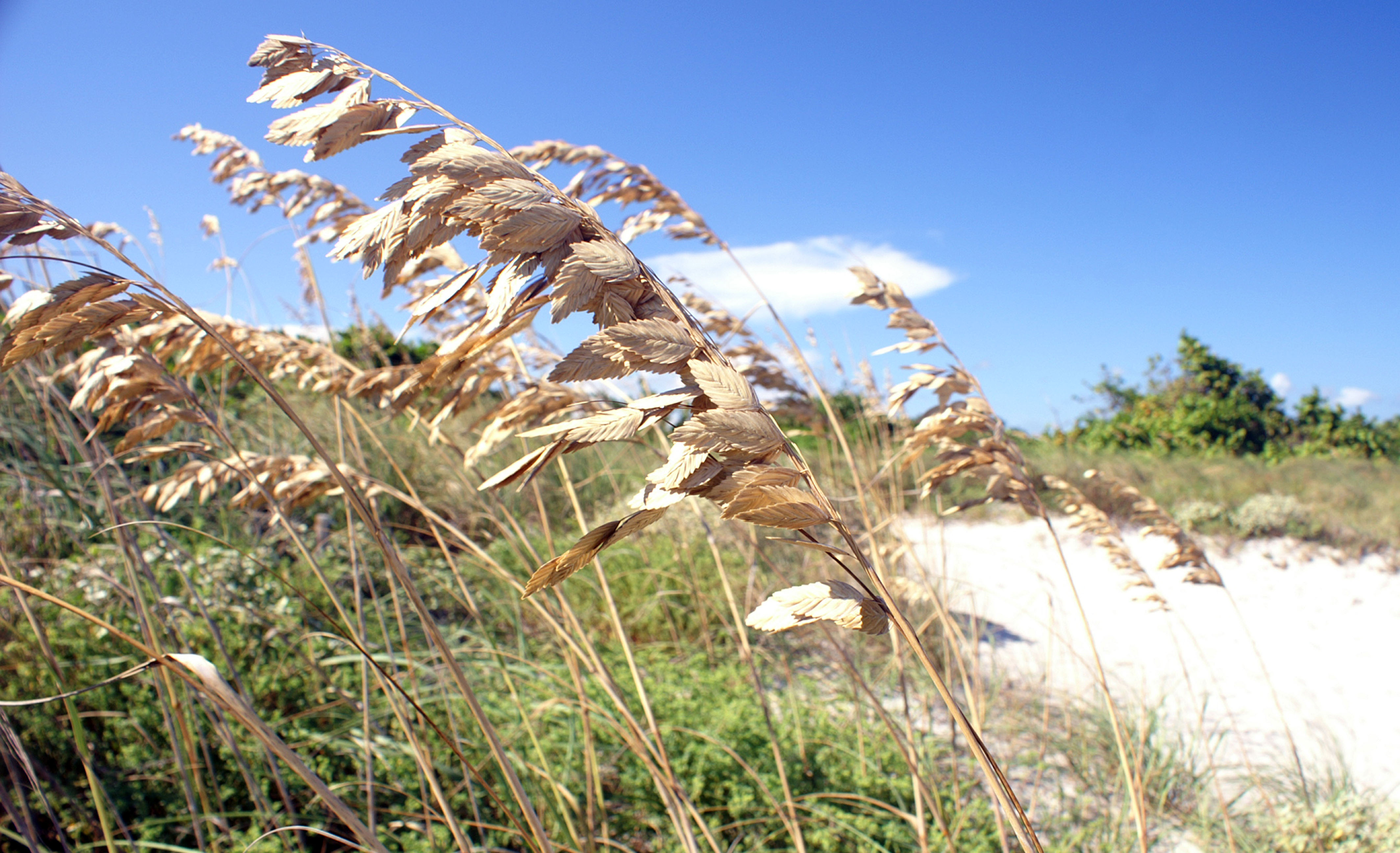
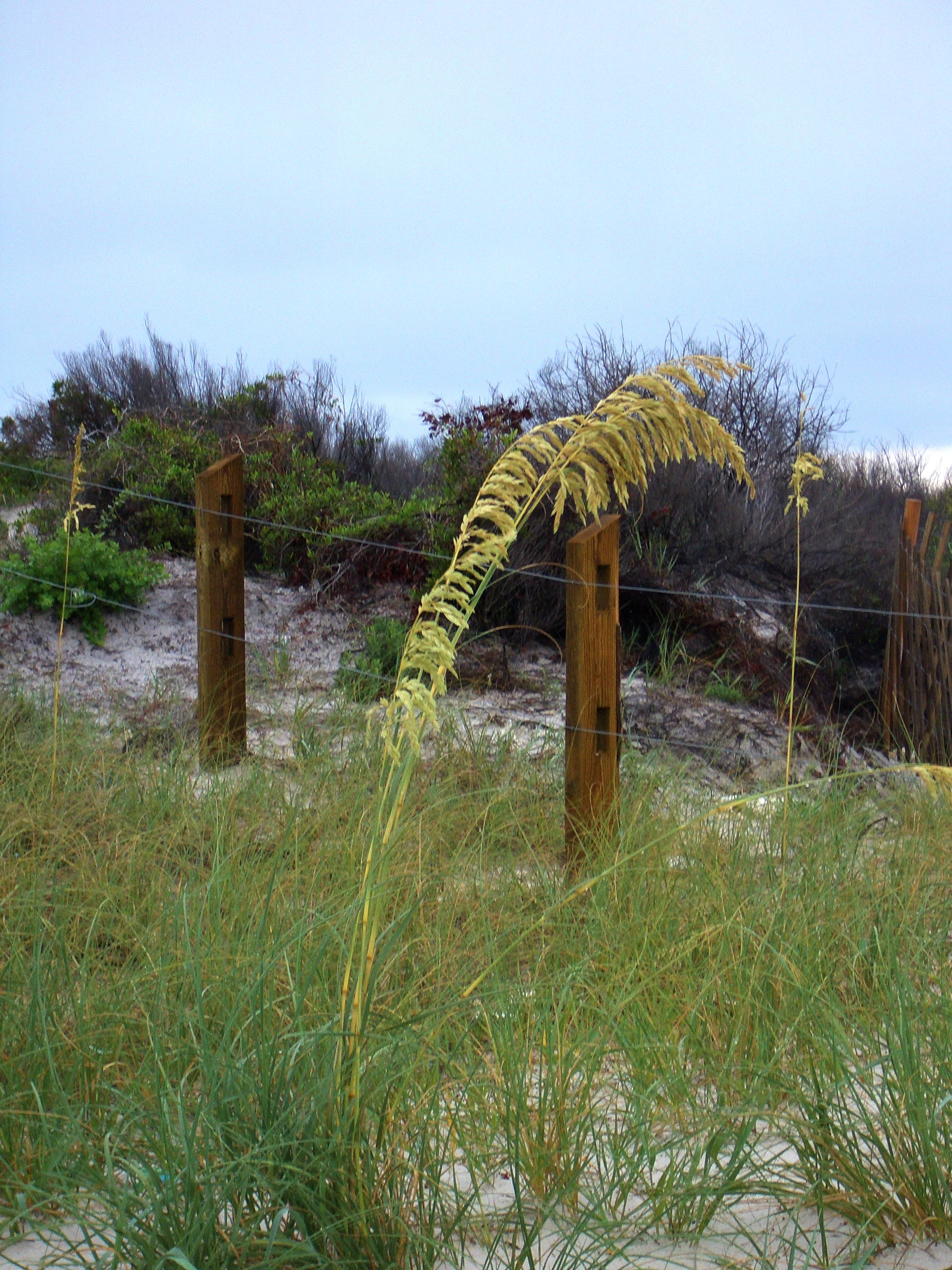